# 프로탄딤

프로탄딤(Protandim)은 미국 유타주 솔트레이크시티의 라이프밴티지 사(LifeVantage)에서 개발한 식이 보충제이다. 이 제품은 5가지 허브 재료가 섞인 특허약이다.